# Amason (musikgrupp)
Amason är en svensk musikgrupp bildad i december 2012. 

## Historik
Amason startade som ett sidoprojekt för gruppens medlemmar, som alla ingår i andra svenska indiepopband: Amanda Bergman (även känd som Jaw Lessons, Hajen, Idiot Wind och som även gör solomusik under sitt eget namn), Pontus Winnberg (del av producentduon Bloodshy & Avant och Miike Snow), hans bror Petter Winnberg (från Little Majorette och soloprojektet Petter Sebastian) samt Nils Törnqvist (från Little Majorette) och Gustav Ejstes (från Dungen).
Bandet släppte sin första singel Margins i januari 2013 och genomförde debutspelningen månaden därpå. I juni 2013 släpptes nästa singel kallad Went to War och under sommaren 2013 spelade bandet på ett flertal musikfestivaler som Roskildefestivalen, Way Out West och Popaganda. I slutet av augusti 2013 gav gruppen ut sin debut-EP, kallad EP. I januari 2015 gav de ut sitt första fullängdsalbum, kallat Sky City.
Amason nominerades till en Grammis i kategorin Årets nykomling vid Grammisgalan 2014.
Amason var nominerade i tre kategorier till P3 Guld 2016: årets grupp, årets pop och Guldmicken som delas ut till bästa liveakt.
I samband med att Augustifamiljen slutade som husband i TV-programmet På spåret valdes Amason till ett av banden som skulle ta över som musikalisk underhållning i programmet under säsongen 2019/2020. Amason vann "Årets alternativa pop" på Grammisgalan 2020.

## Diskografi

### Album
- 2015 – Sky City
- 2019 – Galaxy I
- 2021 – Galaxy II

### EP
- 2013 – EP
- 2015 – Flygplatsen
- 2016 – California Airport Love

### Singlar
- 2013 – "Margins"
- 2013 – "Went to War"
- 2013 – "Ålen"
- 2014 – "Duvan"
- 2015 – "Kelly"
- 2015 – "Yellow Moon"
- 2019 – "You Don’t Have to Call Me"
- 2019 – "Marry Me Just for Fun"
- 2019 – "Samlaren"
- 2019 – "Benny"
- 2019 – "Reach Out More"
- 2020 – "Några ord om dig"
- 2020 – "Yvonne"
- 2020 – "Heartbeats" (The Knife-cover)
- 2021 – "The Kluski Report"

## Medlemmar
- Amanda Bergman – sång, synth (2012– )
- Gustav Ejstes – sång, gitarr, orgel (2012– )
- Pontus Winnberg – piano (2012– )
- Nils Törnqvist – trummor (2012– )
- Petter Winnberg – basgitarr, sång (2012– )

## Galleri

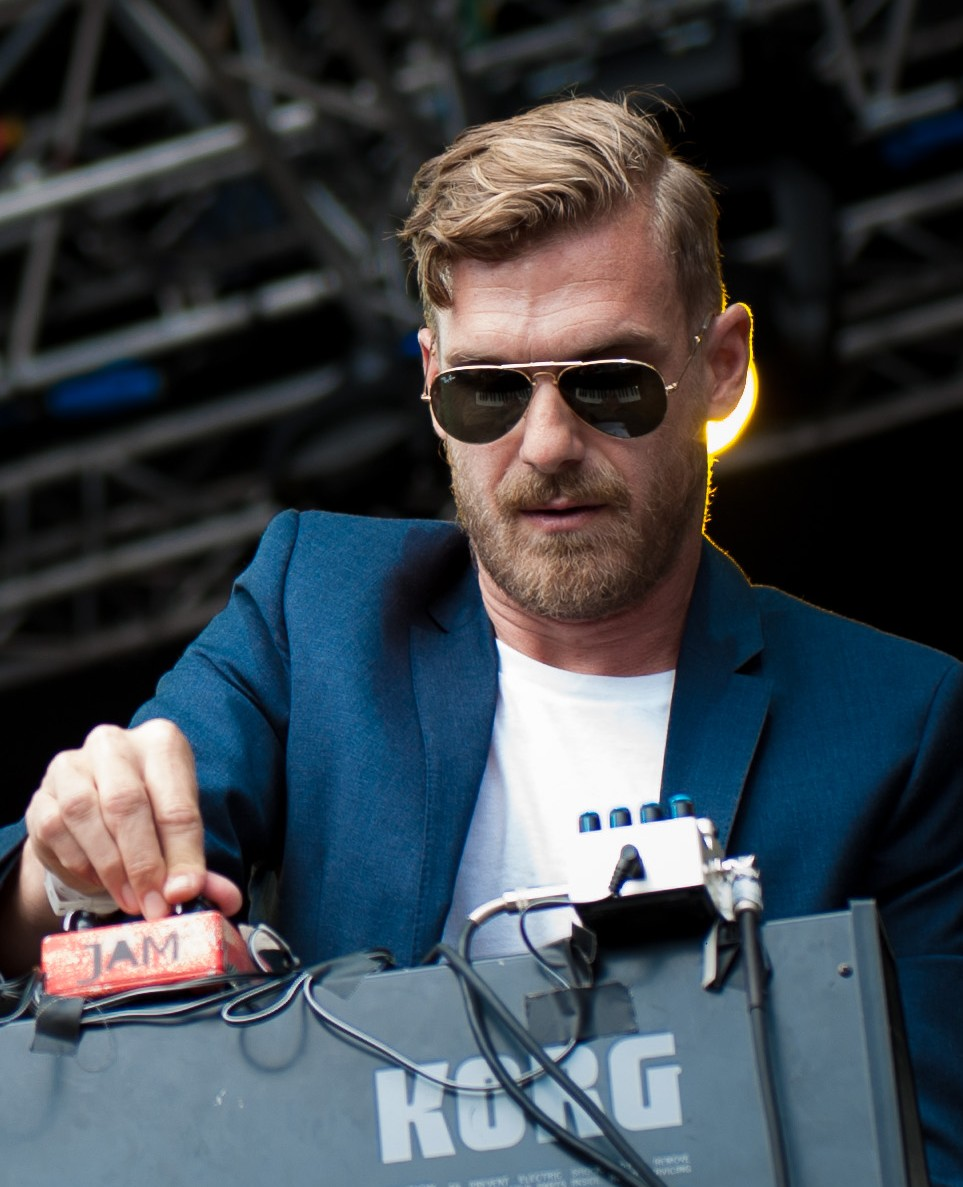
Pontus Winnberg på Way Out West 2013.
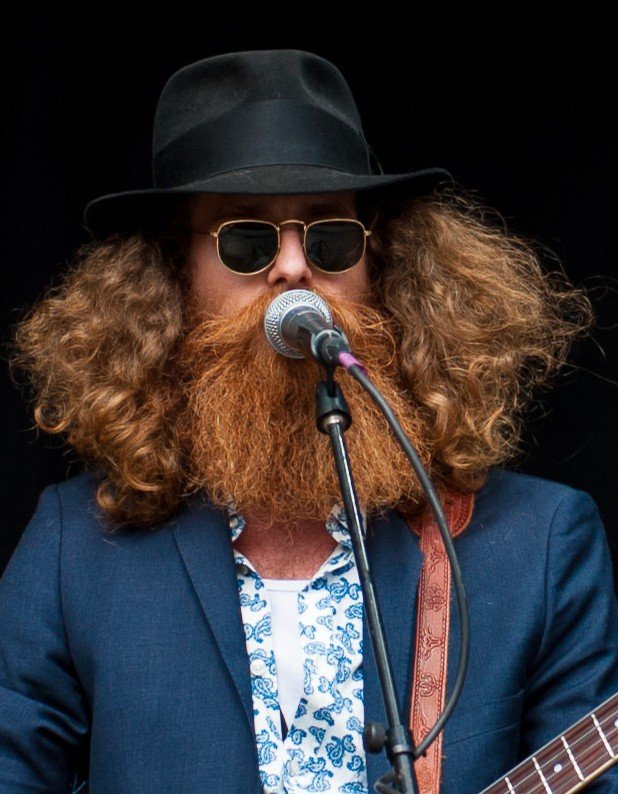
Petter Winnberg på Way Out West 2013.